# Anadevidia
Anadevidia is een geslacht van vlinders van de familie uilen (Noctuidae), uit de onderfamilie Plusiinae.

## Soorten
- A. hebetata Butler, 1889
- A. peponis Fabricius, 1775